# Lloro alanegre
El lloro alanegre (Hapalopsittaca melanotis) és una espècie d'ocell de la família dels psitàcids que habita la selva humida de les muntanyes del centre del Perú i oest de Bolívia.